# Naturschutzgebiet Olper Höhe - Winterseite
Das Naturschutzgebiet Olper Höhe - Winterseite mit einer Flächengröße von 25,87 ha liegt westlich von Freienohl  im Stadtgebiet von Meschede. Das Gebiet wurde 1994 durch den Kreistag des Hochsauerlandkreises mit dem Landschaftsplan Meschede als Naturschutzgebiet (NSG) mit einer Flächengröße von 9,3 ha ausgewiesen. Bei der Neuaufstellung des Landschaftsplanes Meschede wurde das NSG dann erneut ausgewiesen und erheblich vergrößert.

## Gebietsbeschreibung
Beim NSG handelt es sich um ein Waldgebiet mit Altholz. Beim Wald handelt es sich um einen strukturreichen Laubmischwald mit Eichen, Hainbuchen und Rotbuchen. Im NSG kommen seltene Tier- und Pflanzenarten vor. Der Wald ist Lebensraum für eine stark gefährdete Vogelart.

## Schutzzweck
Zum Schutzzweck des NSG führt der Landschaftsplan neben den normalen Schutzzwecken für alle NSG im Landschaftsplangebiet auf: „Erhaltung und Weiterentwicklung eines arten- und biotopschutzrelevanten (Traubeneichen-) Buchenwaldes, der an zwei quellen- und siepengeprägten Teilstandorten durch gewässerbegleitende Erlenwälder angereichert wird; Förderung der spezialisierten phytophagen (Insekten-) Fauna durch Erhaltung der Eichenanteile, des stehenden und liegenden Totholzes sowie durch Erhöhung des Weichholzarten-Anteils auf den einbezogenen Sonderstandorten; Sicherung alter Meilerstandorte als beispielhafte Relikte vergangener Kulturlandschafts-Nutzung.“